# Ибоян, Радик Миралиевич
Ра́дик Мирали́евич Ибоя́н (арм. Ռադիկ Իբոյան; 3 марта 1986, Стерлитамак, СССР) — российский бывший боец смешанных единоборств, по происхождению езид.

## Награды и достижения
- Мастер спорта по боевому самбо[2]
- Призёр чемпионата России по боевому самбо.
- Чемпион и призёр ПФО (Приволжского Федерального Округа) по боевому самбо[3].

## Статистика боёв

### Смешанные единоборства
| Результат | Рекорд | Соперник               | Способ                   | Турнир                                      | Дата           | Раунд | Время | Место                  | Примечание |
| --------- | ------ | ---------------------- | ------------------------ | ------------------------------------------- | -------------- | ----- | ----- | ---------------------- | ---------- |
| Поражение | 2—5    | Мурад Даурбеков        | TKO (технический нокаут) | ProFC GPG Russia Stadge 1                   | 1 октября 2011 | 2     | 4:50  | Волгоград, Россия      |            |
| Победа    | 2—4    | Каджик Абаджян         | Решение (единогласное)   | ProFC — Битва на Дону                       | 5 августа 2011 | 3     | 5:00  | Ростов-на-Дону, Россия |            |
| Поражение | 1—4    | Мурад Абдулаев         | KO (нокаут)              | SMMAI — Tornado                             | 8 июля 2011    | 1     | 0:29  | Сочи, Россия           |            |
| Победа    | 1—3    | Юрий Изотов            | Решение (единогласное)   | M-1 Тамбов                                  | 27 мая 2011    | 2     | 5:00  | Тамбов, Россия         |            |
| Поражение | 0—3    | Юнус Тагиров           | Сдача (удушающий прием)  | M-1 Selection Europe                        | 1 апреля 2011  | 2     | 1:00  | Махачкала, Россия      |            |
| Поражение | 0—2    | Магомедрасул Хасбулаев | Сдача (рычаг локтя)      | M-1 Selection 2010 — Eastern Europe Round 3 | 28 мая 2010    | 1     | 1:50  | Киев, Украина          |            |
| Поражение | 0—1    | Шамиль Завуров         | TKO (технический нокаут) | M-1 Selection 2010 — Eastern Europe Round 2 | 10 апреля 2010 | 2     | 3:54  | Киев, Украина          |            |